# Zamek Střekov
Zamek Střekov – jedna z najlepiej zachowanych ruin w północnych Czechach. Znajduje się na wysokiej skale na prawym brzegu Łaby w południowej części miasta Uście nad Łabą. 
Wybudowany w 1319 na zlecenie Jana Luksemburczyka przez praskiego mieszczanina Peška miał strzec drogi wodnej. Rozbudowany na przełomie XV i XVI wieku, w roku 1563 przeszedł w ręce Václava Popela z rodu Lobkowiczów. W kolejnych latach wielokrotnie zmieniał właścicieli. Po wojnie trzydziestoletniej Střekov opanowali Sasi, a w 1639 Szwedzi. Zamek stał się inspiracją dla Wagnera do napisania w 1845 opery Tannhäuser. W 1953 roku Střekov stał się własnością państwa czechosłowackiego. W 1992 wrócił do Lobkowiczów, obecnie dostępny dla turystów.